# Aardbeving Sumatra maart 2010
De aardbeving bij Sumatra op 5 maart 2010 gebeurde om 16:17:01 UTC. Het epicentrum lag 135 kilometer ten westen van de stad Bengkulu op Sumatra (Indonesië), en 315 kilometer ten zuidoosten van Padang, Sumatra. De kracht was 6,8 op de schaal van Richter op een diepte van 26 kilometer. De beving veroorzaakte paniek en schade, maar er raakte niemand gewond.

## Tektonische achtergrond
Indonesië ligt op een onstabiele breuklijn, die ook wel Ring of Fire wordt genoemd. Vandaar dat hier vaak aardbevingen voorkomen, zoals de aardbeving van 2005 en de zeebeving van 2004 met een kracht van 9,3 op de schaal van Richter.